# Conus kulkulcan
Espèce
Statut de conservation UICN

 LC  : Préoccupation mineure
Conus kulkulcan est une espèce de mollusques gastéropodes marins de la famille des Conidae.
Comme toutes les espèces du genre Conus, ces escargots sont prédateurs et venimeux. Ils sont capables de « piquer » les humains et doivent donc être manipulés avec précaution, voire pas du tout.

## Distribution
Cette espèce marine est présente dans la mer des Caraïbes au large de Belize, Honduras, Cuba et Panama.

### Niveau de risque d’extinction de l’espèce
Selon l'analyse de l'UICN réalisée en 2011 pour la définition du niveau de risque d'extinction, cette espèce est présente au Belize et au Honduras, principalement sur les îles du large. Il n'y a pas de menaces connues. Cette espèce est classée dans la catégorie " préoccupation mineure ".

## Taxinomie

### Publication originale
L'espèce Conus kulkulcan a été décrite pour la première fois en 1980 par le malacologiste américain Edward James Petuch (d) dans « The Nautilus »,.

### Synonymes
- Conus (Dauciconus) kulkulcan Petuch, 1980 · appellation alternative
- Purpuriconus kulkulcan (Petuch, 1980) · non accepté